# Fortifications de Wihr-au-Val
Les fortifications de Wihr-au-Val sont un ensemble d’ouvrages ayant protégé la localité de Wihr-au-Val au Moyen Âge et au début de l’époque moderne. Elles comportent une enceinte fortifiée et un château, le Sonnenbourg, construits au XIIIe siècle. Les fortifications sont en grande partie rasées au cours du XIXe siècle. Le principal vestige, la porte basse, est inscrit monument historique en 1934, mais gravement endommagée lorsque les Allemands détruisent le village le 18 juin 1940.

## Historique
La date de construction de l’enceinte de Wihr-au-Val n’est pas connue avec exactitude, mais elle existe déjà en 1279. À cette date la ville est en effet désignée comme oppidum que le seigneur de Girsberg assiège pour le prendre aux Ribeaupierre. La présence du château est quant à elle mentionnée pour la première fois en 1293 lorsque Cuno de Bergheim, grand bailli d’Adolphe de Nassau, en fait le siège afin d’en déloger les Colmariens et les hommes des Ribeaupierre. La place est finalement prise à l’aide d’engins de siège et le château ainsi que les fortifications sont démantelés,,.
Le château reste détenu après cet épisode Henri de Ribeaupierre, qui le tient en fief de l’abbaye de Munster en 1303 et remet en état les fortifications. À partir de 1346, leur suzerain devient l’évêché de Bâle et les Ribeaupierre remettent eux-mêmes les lieux en sous-fief aux Hattstatt. Les Ribeaupierre semblent avoir récupérés le château à une date ultérieure, car il sert à partir du XVIe siècle à loger les veuves de la famille. À l’extinction de la famille en 1673, le château passe aux Deux-Ponts,.
Les fortifications n’ont au début du XVIIIe siècle plus vraiment de valeur militaire, conduisant à la démolition de l’Obertor, tandis que le château n’est plus habité. Vendu comme bien national en 1796, le château tombe peu à peu en ruine et est en grande partie démantelé pour récupérer des matériaux entre 1814 et 1824. L’enceinte subit progressivement le même sort : les étages de l’Untertor sont détruits en 1806 par un incendie, qui se propage à la mairie voisine et les tours sont rasées l’année suivante afin de fournir des matériaux pour la reconstruction de celle-ci,. L’Untertor brûle une nouvelle fois le 12 juillet 1859 et est reconstruite sous la direction de l’architecte Charles Geiger. Enfin les derniers vestiges du château disparaissent en 1881 lors de la construction d’une maison sur le site.
Au début du XXe siècle il subsiste des anciennes fortifications l’Untertor, une bonne partie de la tour nord, une partie de la tour sud-est et la base des tours est et ouest ainsi que celle de l’Obertor. La majeure partie de ces vestiges disparaissent le 18 juin 1940 lorsque les Allemands détruisent le village.

## Enceinte fortifiée
L’enceinte urbaine a en grande partie disparu, mais son tracé reste encore visible au travers de celui de la rue des Écoles, de celle de l’Église, du 21/42e R.I.F., de l’impasse de la Brasserie et de la rue du Château. L’ensemble forme un octogone irrégulier enserrant un espace d’environ 2,2 ha. Au Moyen Âge, la ville compte deux tour-portes, l’Untertor au Sud et l’Obertor au Nord, ainsi que deux portes secondaires, une menant au château à l’Ouest et l’autre à l’église à l’Est. L’enceinte compte quatre tours semi-circulaires : une à l’Ouest défend le château, une au Nord sécurise le point où le ruisseau du Bergbach traverse la muraille et les deux dernières se trouvent à l’Est et dans l’angle Sud-Est. Il ne subsiste de ces tours que la base de la tour Nord.
L’Untertor est le principal élément de l’enceinte encore visible. Seule la base peut toutefois encore être considéré comme étant médiévale, les étages ayant été reconstruits au moins trois fois depuis le début du XIXe siècle.

## Château
Le château est situé à l’extrémité Ouest du village, entre la rue du Château et l’Hinterschlosspfad. Son aspect avant le XVIIIe siècle siècle est assez mal connu. À cette date il comprend un corps de logis, des écuries, une remise, la maison du veneur, un jardin et une cour, au milieu de laquelle se trouve une fontaine, qui le sépare du village. Le corps de logis est une structure de trois étages et d’environ 35 m par 12 m de large, adossée à la muraille de la ville selon un axe nord-sud.

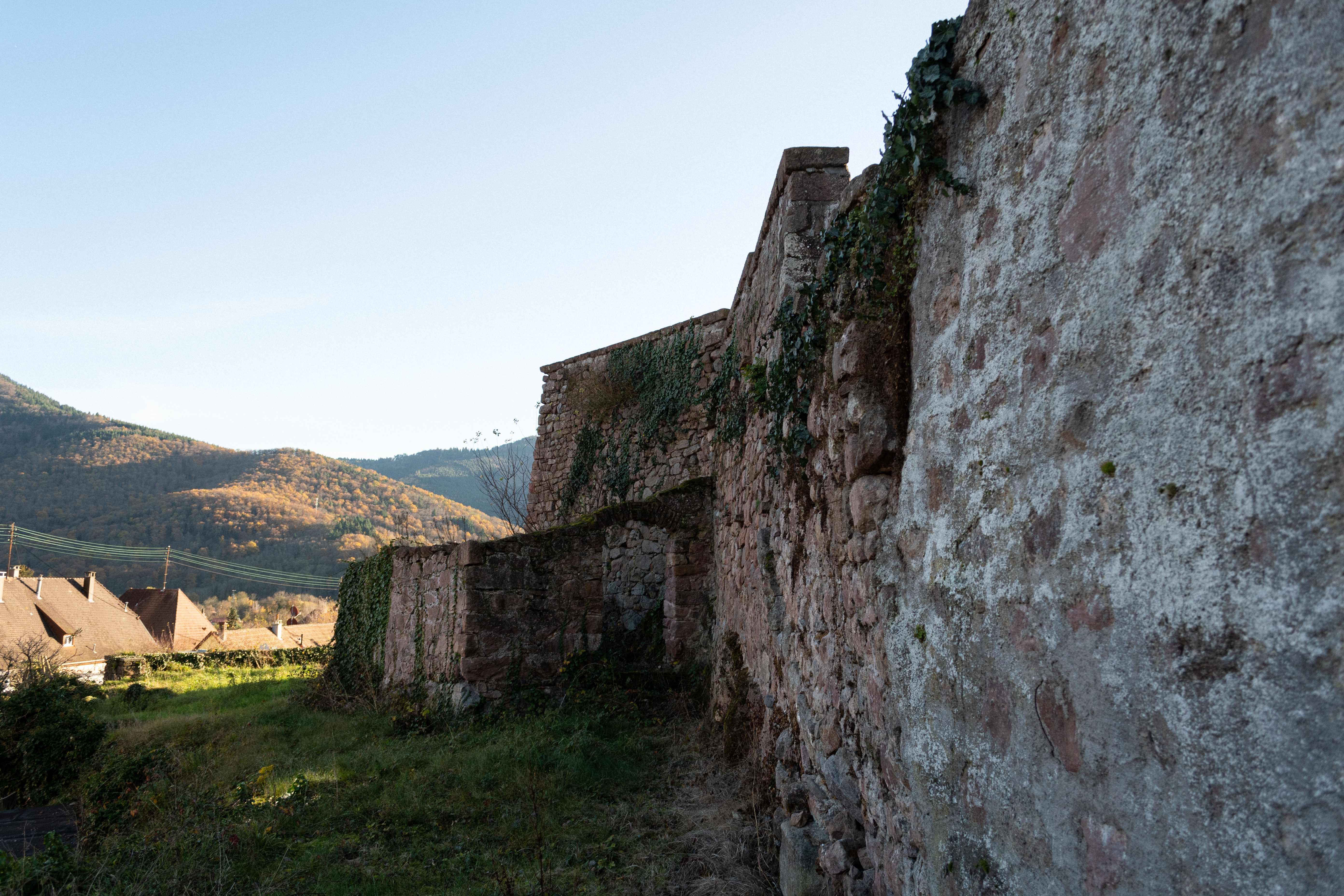
ruines château fort de Sonnenbourg
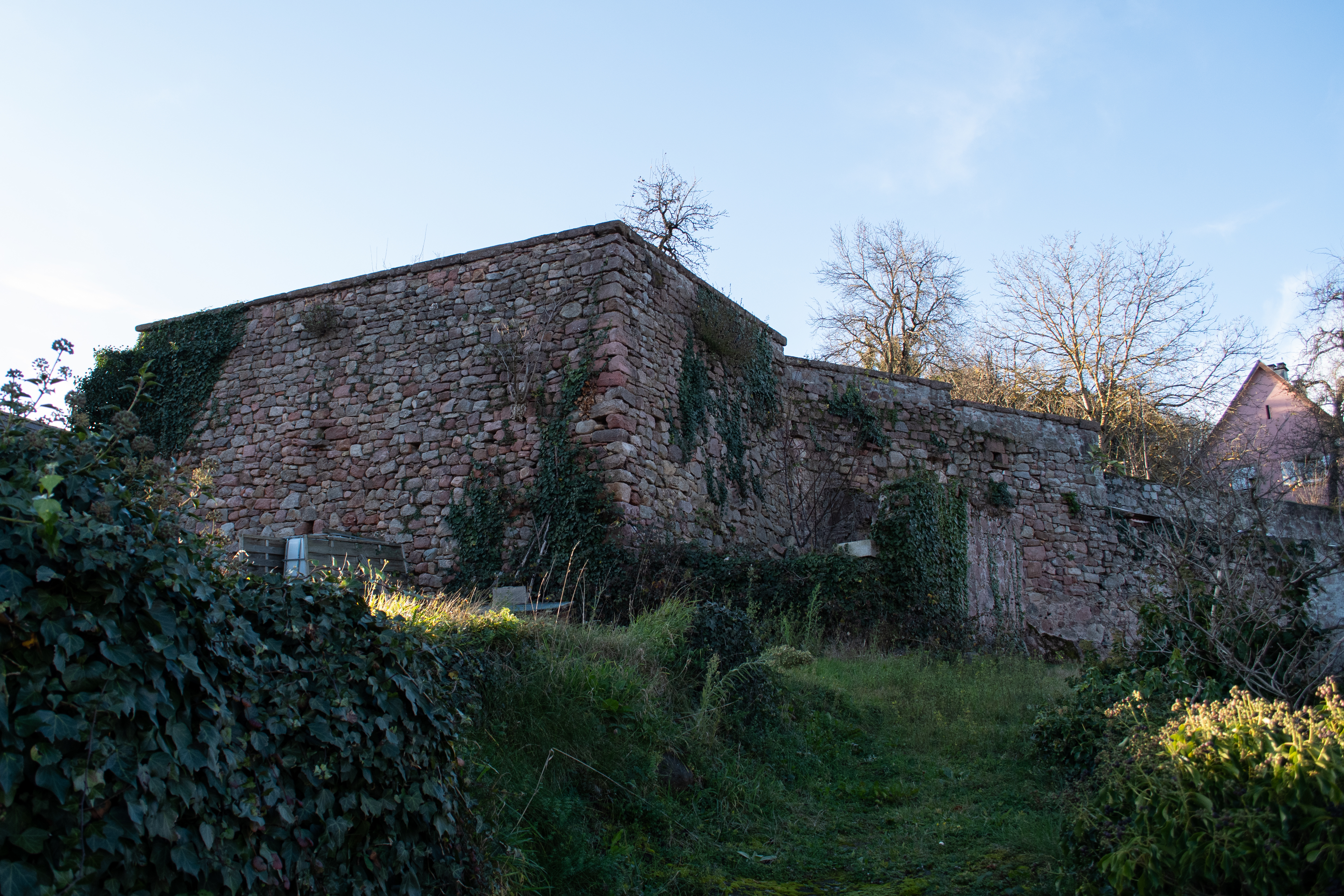
ruines château fort de Sonnenbourg
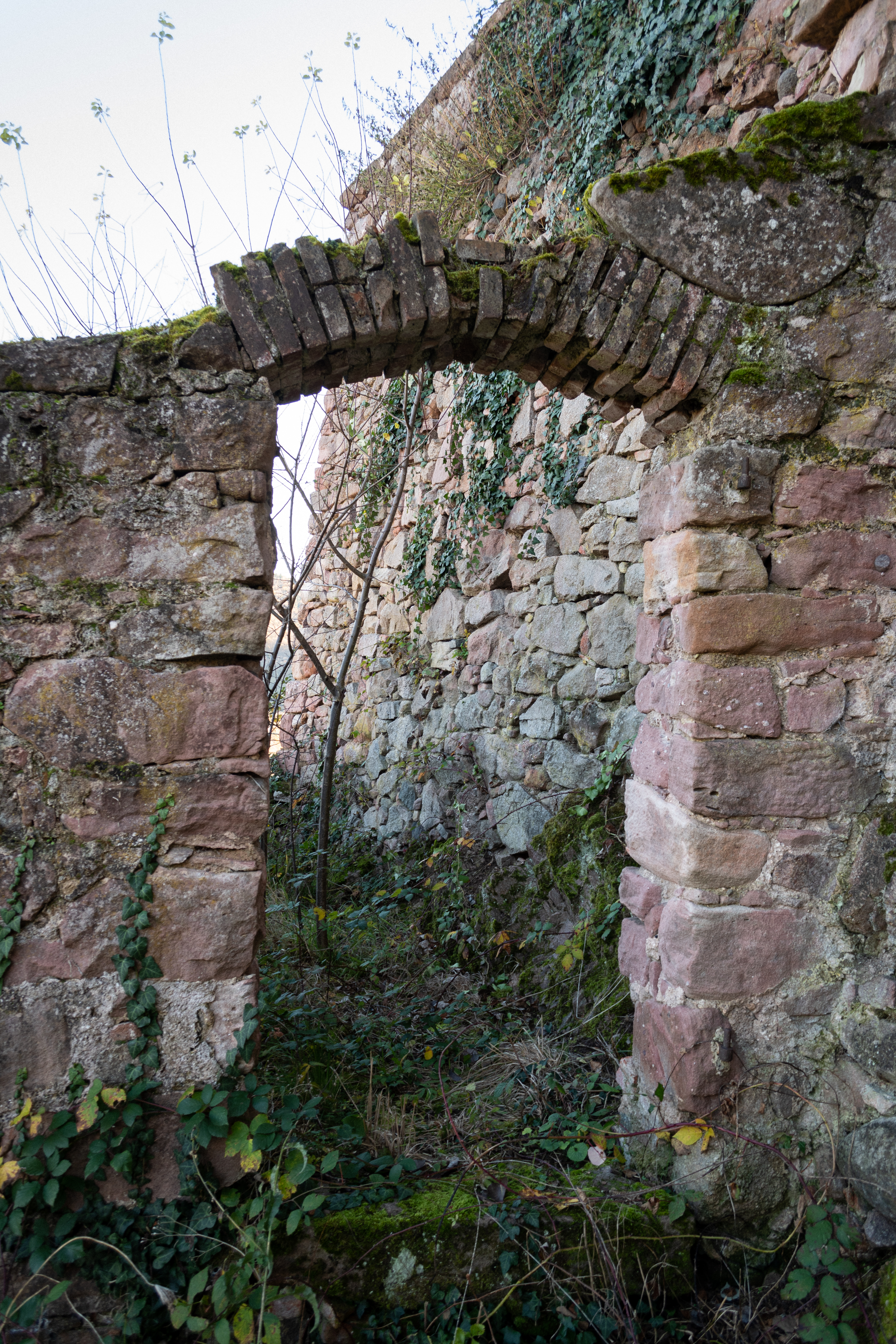
porte château fort de Sonnenbourg
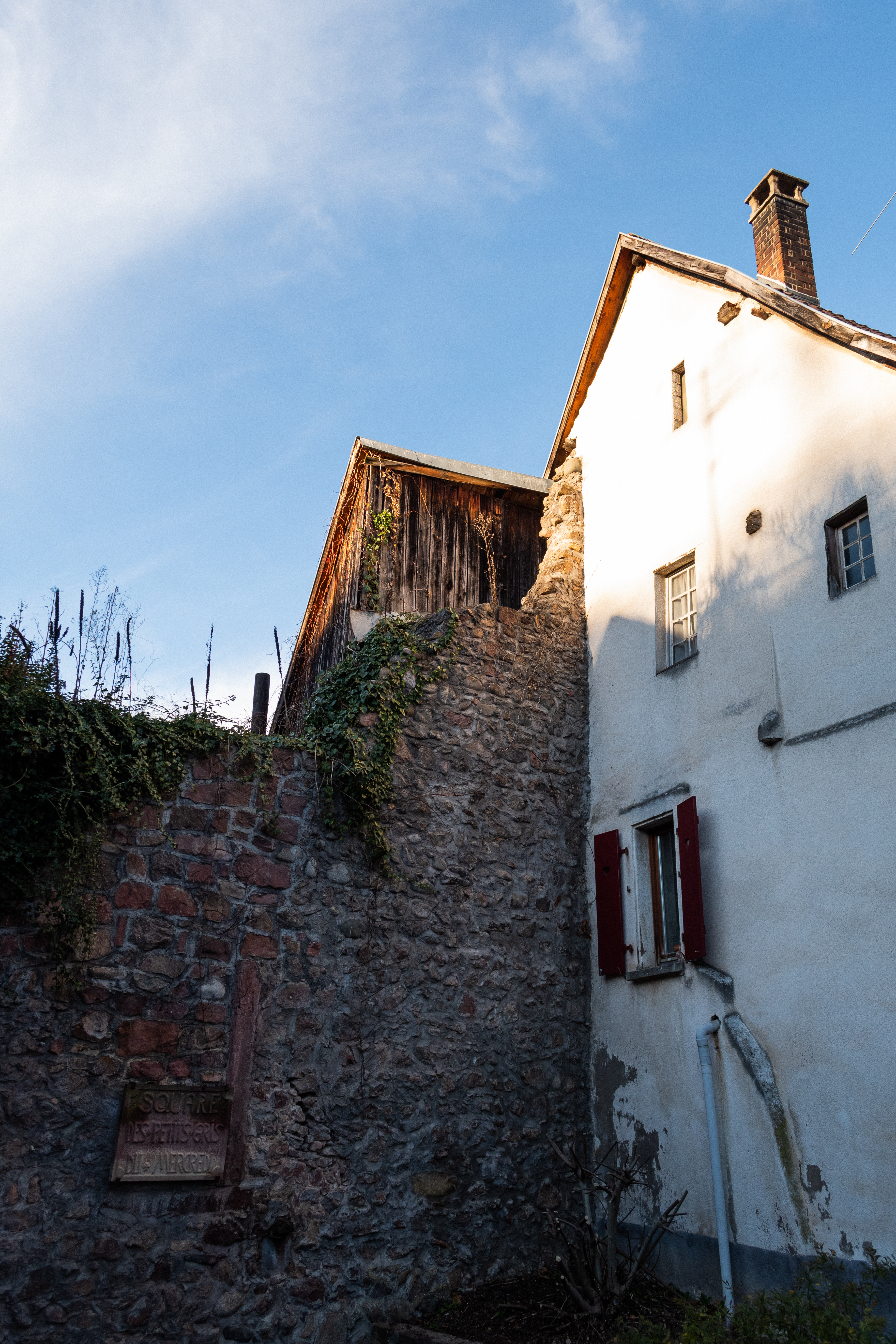
vestige mur d'enceinte